# Suzanne Moubarak
Pour les articles homonymes, voir Moubarak (homonymie).
Suzanne Moubarak (arabe : سوزان مبارك, Sūzān Mubārak), née Saleh Sabet le 28 février 1941 à Al-Minya, est une personnalité égyptienne, épouse de l'ancien président égyptien Hosni Moubarak et Première dame d'Égypte tout au long du mandat présidentiel de son mari, du 14 octobre 1981 au 11 février 2011.
Souvent présentée comme une femme d'influence auprès de son époux, elle a dirigé plusieurs associations caritatives tout en étant ambassadrice de bonne volonté auprès de l'Organisation des Nations unies pour l'alimentation et l'agriculture.
Après la démission contrainte de son mari, consécutive au puissant mouvement protestataire de 2011, elle fait l'objet de plusieurs poursuites judiciaires en étant soupçonnée, entre autres, de corruption et de détournements de fonds.

## Biographie

### Famille, enfance et études
Elle est la fille d'un médecin égyptien et d'une infirmière britannique. Ses parents, Saleh Sabet, un interne en médecine de 29 ans étudiant à l'université de Cardiff et Lily Mai Palmer, une infirmière galloise de 29 ans travaillant à l'infirmerie de Camden Road à Islington (Londres), se marièrent le 16 mars 1934, également à Islington. Lily Mai Palmer était la fille d'Henry Charles Palmer, directeur d'une mine de charbon et a grandi à Pontypridd, au Pays de Galles.
Son frère aîné Mounir Sabet fut président du Comité olympique égyptien.
Suzanne Moubarak naît dans le gouvernorat de Minya, région située sur le Nil, à environ 150 kilomètres du sud du Caire. Elle étudie au Caire à l'école secondaire de St. Claire Heliopolis et à l'université américaine au Caire. Elle obtient un  baccalauréat (anglo-saxon)  en sciences politiques en 1977 et une maîtrise en sociologie de l'éducation (en 1982). Pour sa maîtrise, son sujet d'étude était Social Action Research in Urban Egypt: A case study of primary school upgrading in Bulaq (Recherche en action sociale dans l'Égypte urbaine : une étude de cas sur la modernisation d'une école primaire à Boulaq).
Elle épouse en 1959 le militaire Mohammed Hosni Moubarak. De ce mariage naissent deux fils : Alaa et Gamal. Suzanne Moubarak est la grand-mère d'un garçon et une fille (son troisième petit-fils, Mohammed Alaa, est décédé en 2009 à Paris des suites d'une maladie).

### Première dame d'Égypte

Suzanne et Hosni Moubarak avec le président américain Ronald Reagan et son épouse Nancy en 1982.

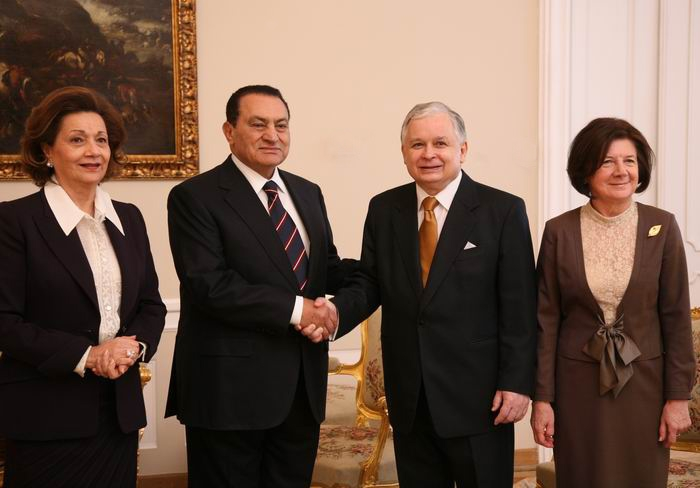
Le couple présidentiel égyptien accueillant le président de la République de Pologne, Lech Kaczynski, et son épouse, Maria, en 2008.

Suzanne Moubarak devient Première dame de la République arabe d'Égypte le 14 octobre 1981, à la suite de l'élection de son époux, Hosni Moubarak, à la présidence égyptienne après l'assassinat du président Anouar el-Sadate. Jeune Afrique note : « Pour l’Occident, cette femme au brushing impeccable, toujours élégante dans ses tailleurs à la coupe classique, a incarné l’Arabe moderne, qui ne porte pas le voile et parle un anglais irréprochable ». Elle s'investit sur les thématiques liées aux droits des femmes et à l'enfance.
Elle dirige la série télévisée pour enfants Alam Simsim, version égyptienne de la série américaine 1, rue Sésame, afin de promouvoir son importance dans l'amélioration de la communication des enfants et leurs compétences en lecture. En 1985, elle fonde en collaboration avec le British Museum un programme visant à promouvoir le musée égyptien du Caire auprès des enfants. En 1991, elle lance le programme La lecture pour tous et en 2005 elle inaugure la « bibliothèque publique Moubarak ».
Elle participe à l'adoption d'un quota de femmes au Parlement.
En 2008, elle minimise l'importance du harcèlement sexuel en Égypte, pourtant un sujet de société de plus en plus notable, ce qui lui vaut des critiques estimant qu'elle vit coupée des réalités.
Suzanne Moubarak est la présidente honoraire du Rotary Club de l'Égypte (son frère, le général Mounir Thabet fut celui du Rotary International en 2004 et 2005). Son fils Gamal Moubarak est également un membre honoraire du Rotary Club.

#### Rôle auprès du président
Suzanne Moubarak, surnommée « Suzie » par la presse égyptienne, est décrite comme une femme autoritaire et très influente auprès de son époux. Elle soutient particulièrement son fils Gamal pour qu'il succède à son père à la présidence du pays, profitant notamment de la santé déclinante du chef de l'État à la fin de son mandat.
Au titre de ses activités de Première dame et de présidente de plusieurs associations caritatives, elle aurait détourné 5 milliards de dollars de dons. Des rumeurs font état de détournements de cet argent au profit de plusieurs comptes personnels.

#### Révolution de 2011
Pendant la révolution égyptienne de 2011, Suzanne Moubarak est restée discrète à la demande de son époux, mais aurait continué d'influencer le vieux raïs : elle serait intervenue auprès de lui pour la nomination d'Ahmed Chafik, ministre de l'Aviation civile, au poste de Premier ministre. Dans un premier temps, Suzie Moubarak et ses deux fils (ceux-ci accompagnés de leurs épouses respectives) auraient reçu l'ordre par le président Moubarak de quitter le pays pour partir à Londres (Royaume-Uni), où la famille Moubarak possède un vaste appartement. Mais elle s'y est opposée. Le 11 février 2011, Hosni et Suzanne Moubarak quittent le palais présidentiel d'Héliopolis pour l'une de leurs résidences privées, à Charm el-Cheikh, dans l'après-midi ; quelques heures plus tard, Omar Souleimane, vice-président de la République égyptienne, annonce que le raïs a quitté le pouvoir et l'a confié à l’armée.

### Après la révolution
Mise en détention préventive dans le cadre d’une enquête pour corruption, elle est relâchée contre l’abandon de ses biens à l’État, pour une valeur de 2,8 millions d’euros, et reconduite à sa villa de Charm el-Cheikh. Cette décision est critiquée, puisque la fortune du clan Moubarak est estimée à plusieurs milliards d'euros. Suzanne Moubarak se consacre ensuite à visiter son mari, hospitalisé, et ses fils, incarcérés.